# Franciszek Zabłocki

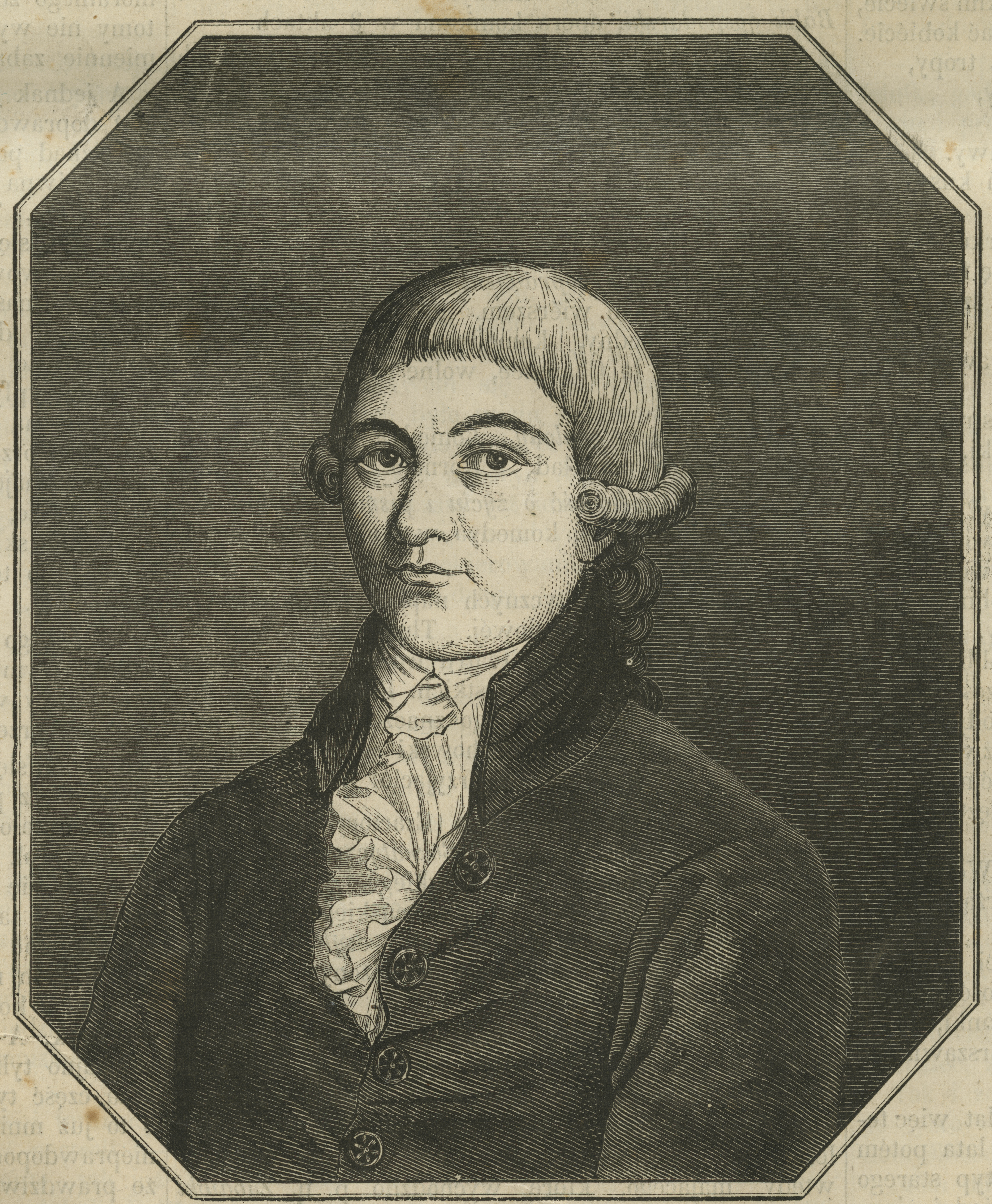
Franciszek Zabłocki

Franciszek Mikołaj Zabłocki (* 2. Januar 1752 in Wolhynien; † 10. September 1821 in Końskowola) war ein polnischer Dramatiker und Satiriker.
Er entstammte dem alten polnischen Adelsgeschlecht der Zabłockis. Neben zahlreichen eigenen Publikationen übersetzte er als erster Molières Komödien und Dramen aus dem Französischen ins Polnische. Zabłocki verfasste über 50 Komödien. Seine satirischen Dichtungen entstanden überwiegend in der Frühzeit.
Ab dem Jahre 1774 war er in der nationalen Bildungskommission tätig, 1786 wurde er zum Bildungsminister ernannt. 1794 nahm Franciszek Zabłocki aktiv am Kościuszko-Aufstand teil und war dort sowohl im Heer als auch im „Höchsten Nationalrat“ tätig. Im darauffolgenden Jahr zog er sich aus dem öffentlichen Leben zurück und wurde Priester. Gegen Ende seines Lebens versank er in Schwermut.

## Veröffentlichungen
- Cztery zywioly (Dichtung) 1777
- Objawienie sie genjusza satyry autorowi paszkwilów (Satire) o. J.
- Zabobonnik (Komödie) 1781 (neue Ausg. 1903)
- Fircyk w zalotach (Komödie) 1783 (neue Ausg. 1969)
- Amfitryo (Komödie) 1783
- Król w kraju rozkoszy (Komödie) 1787 (neue Ausg. 1973)
- Sarmatyzm (Komödie) 1820 (neue Ausg. 31954).